# Bedtime Stories (film)
Bedtime Stories is een Disneyfilm uit 2008 onder de regie van Adam Shankman. Hoofdrolspeler Adam Sandler zorgde met zijn bedrijf Happy Madison en Andrew Gunns bedrijf Gunn Films voor de productie.
De filmmuziek voor werd gecomponeerd door Rupert Gregson-Williams, die de soundtrack opnam met het Hollywood Studio Symphony in de Newman Scoring Stage van 20th Century Fox.

## Verhaal
Marty Bronson (Jonathan Pryce) begon in 1974 in Los Angeles het Sunny Vista Motel. Behalve zijn werk, was dat ook zijn ziel en zaligheid en hij voedde er zijn kinderen Skeeter en Wendy met veel plezier op. Bronson was alleen op zakelijk vlak niet zo bedreven. Hij dreigde op den duur failliet te gaan en was daarom gedwongen het motel te verkopen aan Barry Nottingham. Die beloofde Bronson dat Skeeter ooit het motel mocht leiden zodra hij daarvoor kundig genoeg was.
Het is 25 jaar later wanneer Skeeter (Adam Sandler) nog steeds in het hotel werkt, maar al die jaren als klusjesman. Nottingham heeft het Sunny Vista Motel inmiddels laten verbouwen tot het immense Sunny Vista Nottingham, een van zijn 23 luxe hotels. Hij kondigt niettemin aan dat er weer een verbouwing op til is. Nottingham wil het huidige gebouw laten slopen en het vervangen door een nieuw hotel, dat het grootste van allemaal moet worden en een 21e-eeuwse uitstraling moet krijgen. Hij onthult ook wie de manager daarvan wordt: Kendall Duncan (Guy Pearce), de vrijer van zijn jetsetdochter Violet (Teresa Palmer).
Wanneer Skeeter teleurgesteld op bezoek gaat bij zijn gescheiden en alleenstaande zus Wendy (Courteney Cox), vraagt zij hem om een gunst. Ze is het hoofd van een school, maar die wordt binnenkort afgebroken. Daarom moet ze op zoek naar werk en wil ze een week naar Arizona voor sollicitatiegesprekken. Wendy wil dat Skeeter zo lang op haar kinderen Patrick (Jonathan Morgan Heit) en Bobbi (Laura Ann Kesling) past. Hij hoeft dit alleen avonden en nachten te doen. Haar vriendin Jill Hastings (Keri Russell) neemt ze overdag mee naar school, waar zij als lerares werkt.
Wendy blijkt haar kinderen extreem gezond en pedagogisch verantwoord op te voeden. Niet alleen heeft ze enkel razend gezond, door haar kinderen verafschuwd eten in huis, maar ze hebben ook geen televisie. Daarom begint Skeeter verhalen voor het slapengaan voor ze te verzinnen, net zoals zijn vader dat altijd voor hem deed. Hoewel deze gaan over ridders, cowboys en ruimtevaarders, worden ze altijd bevolkt door mensen uit de omgeving van Skeeter en de kinderen. Ze krijgen daarbij ook telkens een karikaturale rol afgestemd op het beeld dat Skeeter op dat moment van hen heeft. De kinderen hebben hier zo'n plezier in, dat ze telkens zelf ook het een en ander inbrengen in de loop van de verhalen wanneer dat volgens hen beter kan. Skeeter merkt op den duur dat de elementen die de kinderen bedenken daadwerkelijk uitkomen in zijn leven, zij het soms metaforisch, soms middels een woordspeling en soms letterlijk. Wanneer Patrick bijvoorbeeld bedenkt dat het kauwgomballen moet regenen, staat Skeeter even later buiten in een 'regen' van kauwgomballen. Dit omdat hij onder een viaduct staat waarbovenop net een vrachtwagen met kauwgomballen tegen de vangrail is gereden.
Tijdens een gesprek met Nottingham vertelt deze aan Skeeter dat Duncan het 'inventieve' idee heeft opgevat om het nog te bouwen hotel helemaal in te richten volgens het thema hardrock. De al wat op leeftijd zijnde Nottingham weet niet dat dit al jaren gedaan wordt in een keten Hard Rock Hotels, totdat Skeeter hem daarop wijst. Daarop bedenkt Nottingham een wedstrijd om Skeeter ook de kans te geven om manager te worden van het nieuwe hotel. Zowel hij als Duncan krijgen tot Nottinghams verjaardag de tijd om een stijl te bedenken voor het gebouw. Nottingham zal het beste idee kiezen en de bedenker daarvan manager van het nieuwe hotel maken. Skeeter weet alleen niet dat dat de school waar Hastings en zijn zus werken wordt afgebroken omdat Nottingham dáár wil gaan bouwen.

## Rolverdeling
| Acteur               | Personage              |
| -------------------- | ---------------------- |
| Adam Sandler         | Skeeter Bronson        |
| Keri Russell         | Jill Hastings          |
| Guy Pearce           | Kendall Duncan         |
| Russell Brand        | Mickey                 |
| Richard Griffiths    | Barry Nottingham       |
| Teresa Palmer        | Violet Nottingham      |
| Lucy Lawless         | Aspen                  |
| Courteney Cox        | Wendy Bronson          |
| Jonathan Morgan Heit | Patrick                |
| Laura Ann Kesling    | Bobbi                  |
| Jonathan Pryce       | Marty Bronson          |
| Nick Swardson        | Ontwerper              |
| Kathryn Joosten      | Mrs. Dixon             |
| Mikey Post           | Agressieve lilliputter |
| Rob Schneider        | Thief                  |
| Thomas Hoffman       | Jonge versie Skeeter   |
| Abigail Droeger      | Jonge versie Wendy     |